# محمد دارابی
محمد دارابی دهراب پور (زادهٔ ۱۴ اوت ۱۹۹۲ - یاسوج) یک بازیکن فوتبال اهل ایران است.او هم اکنون در آکادمی رسمی باشگاه فرهنگی ورزشی سپاهان اصفهان در یاسوج فعالیت میکند.از او به عنوان یکی از بهترین هافبک های استان کهگیلویه و بویراحمد یاد می‌شود و در حوضه مربی گری هم بازیکنان مطرحی را به تیم های اطراف استان معرفی کرده است.او هافبکی خوش استایل و باهوش بود که به خوبی می‌توانست از مغز خود در نقط حساس استفاده کند.